# Чарлс Манринг
Бетесда
Чарлс Дејвид Чарли Манринг (енгл. Charles David "Charley" Manring; Кливленд, 18. август 1929 — Бетесда, 7. август 1991) био је амерички веслач и олимпијски победник, а касније и поморски официр.
Учествовао је као кормилар америког осмерца на Летњим олимпијским играма 1952. у Хелсинкију и освојо златну медаљу испред осмераца СССР и Аустралије. Амерички осмерац је веслао у саставу: Френк Шекспир, Вилијам Филдс, Џејмс Данбар, Ричард Марфи, Роберт Детвајлер, Хенри Проктер, Вејн Фрај, Едвард Стивенс и кормилар Чарлс Манринг.